# Kariba, Zimbabwe
Kariba este un oraș din Zimbabwe. Este situat pe malul sudic al lacului Kariba.